# محمد بن عودة السعوي
محمد بن عبد الله بن عودة السعوي فقية وقاضي ووزير سعودي. عمل مستشارًا بالديوان الملكي السعودي رئيسًا لمحكمة الرياض، ورئيسًا عامًا لتعليم البنات. من مؤلفاته: رسالة في أسس العقيدة، بالإضافة لتحقيقه كتاب الرسالة التدمرية، وكتاب شرح الأصبهانية. توفي في 25 ربيع الثاني 1437 هـ الموافق 4 فبراير 2016م.
| سبقه راشد بن خنين | رئيس الإدارة العامة لتعليم البنات | تبعه عبد العزيز المسند |